# Stazione di Zaltbommel
Zaltbommel, è una stazione ferroviaria passante di superficie sulla linea ferroviaria Utrecht-Boxtel nella città di Zaltbommel, Paesi Bassi.